# Plenum
I alldagligt språkbruk numera används plenum nästan uteslutande om ett sammanträde där alla berörda deltar. Ordet har från latinets plenus ('full', 'hel') en generell betydelse av något, till exempel ett medium som fullständigt utfyller en scen.
Ett exempel på detta är Sveriges riksdags och andra offentliga organs plenum, där alla riksdagsledamöter har möjlighet att delta. Mötet hålls då i plenisalen. Vid riksdagen hålls även andra sammanträden till exempel i utskott.
Ett annat exempel är när Högsta domstolen enligt 3 kap. 6 § rättegångsbalken (nya lydelsen) eller Högsta förvaltningsdomstolen enligt 5 § lagen (1971:289) om allmänna förvaltningsdomstolar vid överläggning finner att rättsgrundsats avviker från tidigare antagen rättsgrundsats. I sådant fall kan domstolen i sin helhet avgöra frågan, vilket betecknas in pleno. Målet kallas sedan "plenimål" (se till exempel RÅ 1996 ref. 37; NJA 2015 s. 72).

## Plenum plenorum
Under den svenska – senare också den finska ståndsriksdagen – kallades de sammankomster då samtliga ständer möttes inför konungen, för plenum plenorum (ungefär församlingarnas församling, 'plenorum' är genitiv plural). Plenum plenorum hölls då riksdagen öppnades, för att fatta vissa gemensamma beslut samt för att motta meddelanden från konungen. Vid riksdagar i Stockholm hölls plenum plenorum vanligen i Rikssalen på Stockholms slott. Även under den svenska tvåkammarriksdagen möttes kamrarna gemensamt i Rikssalen för Riksdagens högtidliga öppnande.